# Bas-bariton
Bas-bariton este o voce între bas și de bariton (mai joasă). Ea se distinge prin două atribute. Întâi, ea trebuie să poată cânta confortabil în intervalul de voce al unui bariton. Al doilea, ea trebuie să aibă o rezonanță matură în intervalul mai jos asociat cu vocea de bas.
Multe dintre părțile de bariton ale lui Richard Wagner sunt potrivite pentru bas-bariton, iar multe părți de bas în oratorii sau cantate sunt potrivite pentru bas-bariton datorită registrului lor relativ ridicat, la fel ca și părțile de bariton din operele de Wolfgang Amadeus Mozart și părțile de bas înalt de Gioacchino Rossini care pot fi considerate și ca părți pentru bas-înalt.

## Interpreți bas-baritoni
Reprezentanți celebri ai acestui domeniu au fost și sunt printre alții Friedrich Schorr, Hermann Horner, Hans Hotter, George London, Erich Kunz, Gotthold Schwarz, Walter Berry, Isaac Hayes, Thomas Quasthoff, Paul Schöffler, Albert Dohmen, Bryn Terfel, Ian Curtis, José van Dam, Leonard Cohen dar și Johnny Cash.
Reprezentanți români celebrii ai acestui tip de voce sunt:
- Sorin Coliban, Zoltan Nagy

Cele mai cunoscute personaje ale acestui tip de voce sunt:
- Figaro în Nunta lui Figaro de Wolfgang Amadeus Mozart
- Don Giovanni în Don Giovanni de Mozart
- Papageno în Die Zauberflöte de Mozart (scris de fapt pentru bariton, dar cântat de asemenea de bas-bariton)
- Don Pizarro în Fidelio de Ludwig van Beethoven
- Olandezul în Olandezul zburător de Richard Wagner
- Hans Sachs în Maeștrii cântăreți din Nürnberg de Wagner
- Wotan/Wanderer în Inelul Nibelungilor de Wagner
- Orest în Electra de Richard Strauss
- Sciarrone în Tosca